# Нечего терять (фильм, 1997)
«Не́чего теря́ть» (англ. Nothing to Lose)— американская кинокомедия 1997 года, снятая в поджанре бадди-муви режиссёром Стивом Одекерком.

## Сюжет
У молодого преуспевающего парня Ника Бима, работающего в компании, которая занимается маркетингом, всё в жизни шло отлично до тех пор, пока однажды он не вернулся домой раньше времени и не увидел, как его любимая жена изменяет ему с его же начальником. Всё пошло прахом. Морально разбитый, Ник бесцельно катается по городу на машине.
В негритянском квартале его пытается ограбить ещё больший неудачник Терренс. Однако Нику в жизни больше нечего терять, поэтому он выбрасывает свой бумажник на дорогу, запирает двери вместе с грабителем и несётся на огромной скорости по встречной полосе. Лишь в Аризоне Ник останавливается у придорожного кафе.
После ряда потасовок герои начинают находить общий язык. За обед платит Терренс. Так как это были его последние деньги, он грабит бензозаправочную станцию, пока Ник заправляет машину. Ник возмущён. Скрывшись от полицейской погони, он останавливает машину и заявляет, что грабить заправки — это глупо; грабить нужно один раз, но так, чтобы хватило на всю жизнь. И тут он вспоминает, что его начальник держит огромные суммы прямо в офисе в сейфе, причём Нику известен код отключения сигнализации. Прекрасная возможность и разбогатеть, и отомстить. Терренс набивается Нику в сообщники, угрожая всё рассказать полиции.
Зайдя в магазин, Ник вызывает подозрение у продавца, вынужденно нейтрализует его, выдернув телефонный шнур и забрав его винтовку. Сбежавшая из тюрьмы парочка дорожных бандитов, Риг и Чарли, принимает Ника и Терренса за конкурентов и решает выяснить отношения. При помощи уловки Терренса им удаётся избежать разборки, однако Риг обещает себе разобраться с Ником. Ник проводит ночь в доме Терренса; выясняется, что у него жена и двое детей, а также полоса невезения с устройством на работу, из-за чего он зарабатывает на жизнь любыми способами.
Ограбление проходит успешно, однако Ник не чувствует удовлетворения. Оставив Терренса в номере отеля вместе с награбленным, он отправляется в паб развеяться. Там он встречает Даниэллу, свою знакомую, однако, поняв, что не в силах изменить жене, решает позвонить домой. Встревоженная жена объясняет Нику, что он принял за неё её сестру, приехавшую к ним в тот же день со своим бойфрендом. Окрылённый надеждой вернуть свою жизнь, Ник внезапно соображает, что только что ограбил своего босса на 700 тысяч долларов.
Чарли и Риг, вторично наткнувшиеся на наших героев, врываются в номер отеля и, привязав Терренса к стулу, свешивающемуся с балкона, забирают деньги. Ник, вернувшийся в номер немногим позже, успевает спасти Терренсу жизнь, и парочка отправляется в погоню. Герои таранят машину бандитов; на реплику Рига «Есть два типа людей: убийцы и остальные. Я убийца — да! — а вот кто ты, Ник?!» Ник отвечает, что он семьянин, и обезвреживает его выстрелом в руку. Они забирают деньги и оставляют бандитов связанными. Чуть позже бандитов находит и арестовывает полиция.
Ник решает во что бы то ни стало вернуть деньги до рассвета. Но Терренс, получивший этой ночью билет в светлое будущее, придерживается другого мнения. Он пытается сбежать с деньгами, но Ник останавливает машину и убеждает Терренса отдать деньги, и они расходятся. Ник возвращается к себе домой, где его встречает жена; Терренс также возвращается домой и обнимает жену и детей.
На следующее утро начальство агентства смотрит запись видеонаблюдения ограбления и того, как Ник испоганил одну из статуй; однако сцена, где он уже хотел снять маску, внезапно переключается на сцену, где у Ника горят ботинки. Таким образом, благодаря Терренсу, никто не узнал, что в этом был замешан Ник.
Ник приходит в парк, где Терренс с семьёй готовят хот-доги. Ник предлагает ему работать в компании инженером по системам безопасности. Терренс с радостью соглашается.
В сцене после титров показывают, как почтальон приносит конверт с деньгами на заправку, которую ограбил Терренс.

## В ролях
- Мартин Лоуренс — Терренс «Ти» Пол Дэвидсон
- Тим Роббинс — Ник Бим
- Джон Макгинли — Дэвис «Риг» Лэнлоу
- Джанкарло Эспозито — Чарли Дант
- Майкл Маккин — Филипп «Пи Би» Барроу
- Сьюзэн Барнс — Долорес
- Ребекка Гейхарт — Даниэлла
- Келли Престон — Энн Бим
- Ирма П. Холл — Берта Дэвидсон (Мама)
- Стив Одекерк — Охранник с фонарём

## Саундтрек
1. «Nothin' to Lose (Naughty Live)» — Naughty By Nature
2. «Not Tonight» — Lil’ Kim feat. Lisa «Left Eye» Lopes, Da Brat, Missy Elliott & Angie Martinez
3. «C U When U Get There» — Coolio feat. 40 Thevz
4. «Put the Monkey In It» — Dat Nigga Daz & Soopafly
5. «Thug Paradise» — Capone-N-Noreaga feat. Tradegy
6. «Way 2 Saucy» — Mac Boney & A. K. feat. Mac Mall
7. «Get Down With Me» — Amari feat. Buckshot
8. «Poppin' That Fly» — Oran «Juice» Jones feat. Stu Large & Camp Lo
9. «Route 69» — Quad City DJ’s
10. «Hit 'Em Up» — Master P feat. Tru & Mercedez
11. «Everlasting» — OutKast
12. «In a Magazine» — 911 feat. Queen Pen
13. «Not Tonight» — Eightball & MJG
14. «It’s Alright» — Queen Latifah
15. «What’s Going On» — Black Caesar
16. «Go Stetsa I» — Stetsasonic
17. «Crazy Maze» — Des’ree

Музыку к фильму написал Роберт Фолк.
1. «Hoop Schemes»
2. «Nothin' to Groove»
3. «Arizona»
4. «Bop Bop Bop Bah Dop»
5. «Get Back Brit»
6. «Breakin' It In»
7. «Back Road Runners»
8. «Trip Happin'»
9. «Open It Up»
10. «Sneakin' Up»
11. «Cross Country»
12. «Hot Pants»
13. «Back Alley Cats»
14. «Gila Mosters»
15. «Phone Homeboy»
16. «Desert Drivin'»
17. «Who Is Dare»
18. «Hurt the Brotha'»
19. «Urban Country»
20. «Roadrat Runners»
21. «Exhibition Pictures»
22. «Mo' Me the Money»
23. «Rap It Up Nice»
24. «Yo Money Is Mine»
25. «Locked Up Tight»

- All-4-One — (She’s Got) Skillz
- Buddy Guy — There Is Something on Your Mind
- Eddie Holman — Hey There Lonely Girl
- Keb’ Mo’ — Angelina
- Keb’ Mo’ — Dirty Low Down and Bad
- Mark Lennon — Route 66
- Morphine — Honey White
- Morphine — Buena
- Morphine — Have a Lucky Day
- The Presidents of the United States of America — Tremelo Blooz
- Scatman John — Scatman (Ski Ba Bop Ba Dop Bop)
- Sonia Dada — Jungle Song
- Sonia Dada — New York City
- Tony Toni Tone — If I Had No Loot
- Иоганн Пахельбель — Канон Пахельбеля